# Índice de peróxidos
El Índice de Peróxidos se expresa como los miliequivalentes de oxígeno activo presentes en 1000 g de aceite o grasa, y nos proporciona información sobre el grado de oxidación de un aceite. En las primeras etapas de la rancidez oxidativa se producen diversos peróxidos que modifican las propiedades sensoriales de la grasa, por lo que la prueba del índice de peróxido sólo es representativa en las primeras etapas de la oxidación de grasas. La técnica se fundamenta en la reacción del grupo peróxido con  yoduro de potasio, formando un alcohol y yodo elemental.